# Fischen
Fischen é um município da Alemanha, situado no distrito de Oberallgäu, no estado da Baviera. Tem 13,60 km² de área, e sua população em 2019 foi estimada em 3.194 habitantes.